# Anitta: Made in Honório
Anitta: Made in Honório é uma série documental de 2020 que mostra toda a trajetória da cantora brasileira Anitta. Produzida pelo serviço de streaming Netflix, teve sua estreia em 19 de dezembro de 2020 com seis episódios.

## Elenco
- Anitta
- Miriam Macedo, mãe
- Renan Macedo, irmão
- Mauro Machado, pai

## Episódios
| N.º na série | N.º na temp. | Título               | Dirigido por        | Lançamento             |
| --- | ------------ | -------------------- | ------------------- | ---------------------- |
| 1 | 1            | "Anitta"             | Andrucha Waddington | 16 de dezembro de 2020 |
| Anitta recorda os tempos de garota pobre, quando idolatrava celebridades, e fala sobre suas loucuras, laços de família e segredos antigos.           |              |                      |                     |                        |
| 2 | 2            | "Mulher de negócios" | Andrucha Waddington | 16 de dezembro de 2020 |
| A vida de Anitta não é só glamour. A diva pop é também uma mulher de negócios e comanda com mão firme a carreira e sua marca.                        |              |                      |                     |                        |
| 3 | 3            | "Funk"               | Andrucha Waddington | 16 de dezembro de 2020 |
| Nascido nas favelas, o funk invadiu o asfalto no Rio de Janeiro nos anos 1980. Mais tarde, o som de Anitta conquista o mundo pop.                    |              |                      |                     |                        |
| 4 | 4            | "Em família"         | Andrucha Waddington | 16 de dezembro de 2020 |
| Na glamourosa Aspen, Anitta curte a família, aproveita o melhor da vida e tem um encontro com uma megaestrela do pop de quem é fã.                   |              |                      |                     |                        |
| 5 | 5            | "Bastidores"         | Andrucha Waddington | 16 de dezembro de 2020 |
| Qual é o segredo de um show inesquecível? Uma grande equipe – e uma artista de olho em cada detalhe da produção para garantir o melhor para os fãs.  |              |                      |                     |                        |
| 6 | 6            | "Made in Honório"    | Andrucha Waddington | 16 de dezembro de 2020 |
| Anitta dá um show gratuito em Madureira para retribuir o carinho da comunidade. O sucesso parece garantido, se um resfriado não puser tudo a perder. |              |                      |                     |                        |